# Синагога Бен-Яків
Синагога Бен-Яків — юдейська синагога в Херсоні. Не збереглася.

## Історія
Знаходилася на вулиці Єврейській (нині — вул. Шолом Алейхема), ріг Преображенської в будинку Рабиновича. Відвідуваність на початку XX століття 80 — осіб.